# Jean-Baptiste Donche
Jean-Baptiste Vincent Donche (Brugge, 15 april 1737 - 8 april 1810) was een militair in dienst van de Oostenrijkse Nederlanden, van het Patriottenleger en van de Franse Republiek. Hij bleef vooral bekend vanwege de handschriftenverzameling die hij aanlegde van Brugse grafschriften.

## Levensloop
Jean-Baptiste Donche was een zoon van Pieter Donche (1703-1741) en van Maria Joanna Pattyn (1703-1770). Pieter was handelaar in wijnen en andere goederen. Het handelshuis werd na zijn vroeg overlijden verder gezet door zijn weduwe en door zijn zoon Nicolaas Donche (1735-1815). Nicolaas trouwde met Maria Cecilia Vercruysse (1730-1808) en ze waren de ouders van onder meer priester Lodewijk Vincent Donche. 
Jean-Baptiste werd officier in het keizerlijk Oostenrijks leger. In 1765 was hij gekazerneerd in Bergen en werd er lid van de vrijmetselaarsloge La Parfaite Harmonie. Toen de Brugse loge La Parfaite Egalité om erkenning vroeg vanwege de Bergense 'moederloge', werd Donche als inspecteur naar zijn geboortestad gestuurd.
In 1768 bevond hij zich in het garnizoen van Ieper en werd hij gepensioneerd vanwege de verwondingen die hij tijdens militaire operaties had opgelopen. In 1780 trouwde hij met de zeventien jaar jongere Barbara de Breemacker (1759-1829) en ze kregen zeven kinderen die, ingevolge het enigszins nomadische leven van de ouders, geboren werden in Brugge, Beernem, Lissewege en Nieuwpoort. 
Meer dan twintig jaar later trok hij opnieuw het uniform aan om dienst te nemen in het leger van de patriotten en de leiding te nemen, samen met de Menenaar Pieter Osten van een detachement dat bestond uit 35 vrijwilligers. Ze verzamelden in Sluis en van daaruit veroverden ze het Fort Sint-Donaas. Op 14 november 1789 trokken ze Brugge binnen en op 17 november noopten ze het plaatselijke garnizoen tot overgave. Het ging om 227 soldaten die onder het bevel stonden van de Bruggeling Maréchal de Bompré, zoon van de Brugse schepen Louis Maréchal de Bompré.
Nadat de Brabantse Omwenteling eind 1790 op een mislukking uitdraaide, verliet Donche de Zuidelijke Nederlanden en bood zich aan bij het Franse leger. Hij werd, samen met een broer van hem, ingezet op het eiland Tobago in de Kleine Antillen tegen de Engelsen. Enkele maanden later was hij weer thuis.
Toen de Franse troepen overwonnen op de Oostenrijkers in de Slag bij Jemappes, bood Donche zich op 13 december 1792 bij het Brugse stadsbestuur aan en solliciteerde hij (vergeefs) voor een betrekking.
Hij bleef de volgende achttien jaar, tot aan zijn dood, inwonen met zijn gezin, bij zijn broer Nicolaas Donche-Vercruysse in de Latijnse School, Jan Boninstraat 2, waar in die periode de relikwie van het Heilig Bloed werd verborgen.

## Verzameling grafschriften
In zijn laatste levensjaren hield Jean-Baptiste Donche zich bezig met het kopiëren van het handschrift met grafschriften dat bekend staat als handschrift de Hooghe/Van Larebeke. Het is de kopie gemaakt door Matthias van Larebeke en de hieraan toegevoegde bijkomende volumes, die Donche kon raadplegen en afschreef.
Dit handschrift was eigendom geworden van notaris Jan de Gheldere en legde nog een hele weg af alvorens in de openbare bibliotheek van de stad Brugge terecht te komen. 
Ook de kopieën gerealiseerd door Donche zouden in de loop van de twintigste eeuw voor een groot gedeelte in de stadsbibliotheek terecht komen, onder de catalogusnummers 606, 607 en 691. Zijn kopieën waren aangevuld tot in 1802.